# Everything Has Changed
Everything Has Changed är en sång av den amerikanska sångerskan Taylor Swift från hennes fjärde studioalbum Red. Den brittiske artisten Ed Sheeran medverkar i sången, som även skrev den tillsammans med Swift. Butch Walker producerade den. Texten beskriver hur Swift och Sheeran blir förälskade och  beskriver vad som förändras mellan dem efter första gången de träffades. Sången mottog positiva recensioner från musikkritiker som berömde låtskrivandet och sångens förutsättningar. "Everything Has Changed" var efterlängtad av både kritiker och lyssnare, eftersom Swift sällan samarbetar med andra artister.
"Everything Has Changed" skickades till australienska radiostationer den 29 april 2013. Sången kommer även att släppas som en singel i Storbritannien den 14 juli 2013.

## Bakgrund
Swift berättade för Digital Spy: "Sången handlar om att bli förälskad. Att träffa någon, och helt plötsligt förändras ens perspektiv av världen - du tänker för två, istället för en." Swift skrev duetten med den brittiske artisten Ed Sheeran när de satt på en studsmatta. Hon berättade för MTV News: "Vi satt på riktigt på min studsmatta i min bakgård. Jag sa till honom att jag hade nyligen köpt en, och när vi gick ut så tog han med sig sin gitarr av någon anledning. Det slutade med att vi skrev en sång tillsammans därute."

## Musikvideo
I en intervju med Kidd Kraddick bekräftade Ed Sheeran att det fanns planer för en musikvideo för sången, men varken Swift eller Sheeran skulle medverka i den: "Musikvideos borde handla om sången istället för artisten," förklarade Sheeran då. Musikvideon hade senare premiär på VEVO den 6 juni 2013.

## Topplistor
| Lista (2013)                        | Topplacering |
| ----------------------------------- | ------------ |
| Australien (ARIA)                   | 35           |
| Belgien (Flandern)                  | 73           |
| Irland (IRMA)                       | 6            |
| Kanada (Canadian Hot 100)           | 28           |
| Nya Zeeland (RIANZ)                 | 27           |
| Skottland (Official Charts Company) | 7            |
| Storbritannien (UK Singles Chart)   | 7            |
| USA (Billboard Hot 100)             | 67           |